# 石川県道178号木滑釜清水線

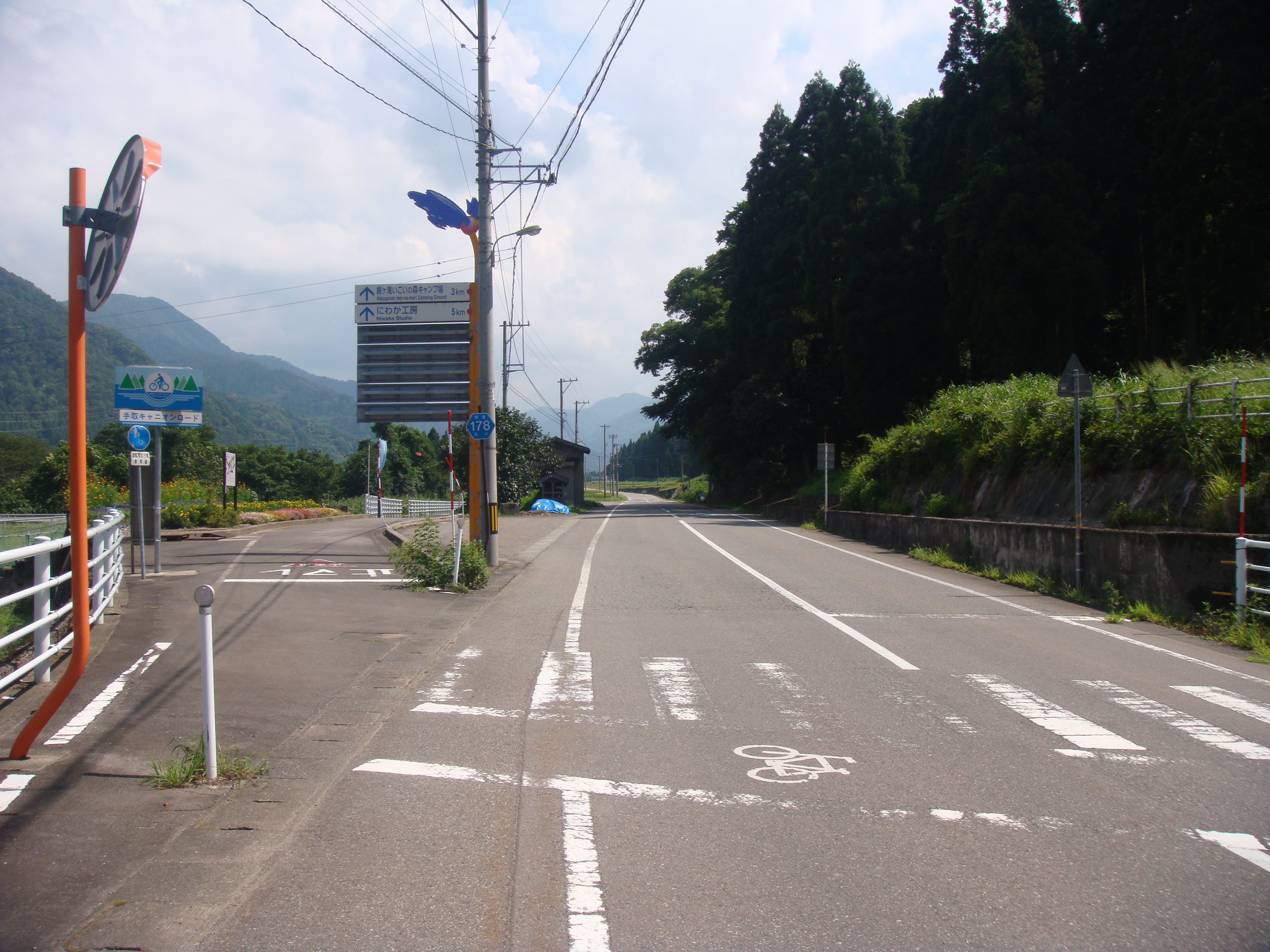
白山市釜清水町にて終点方向から起点方向を望む（画像中央が当県道、画像左は石川県道302号手取川自転車道線である。2010年撮影）

石川県道178号木滑釜清水線（いしかわけんどう178ごう きなめりかましみずせん）は、石川県白山市内を通る一般県道（石川県道）である。

## 概要
- 起点：石川県白山市木滑出68番2地先（＝木滑交差点、国道157号（国道360号重複）交点）
- 終点：石川県白山市釜清水町ホ41番地先（＝釜清水交差点、国道360号交点）

起点は、白山市吉野谷地区南部。木滑交差点から北西に坂を下り、対山橋で手取川をわたり、白山市鳥越地区に入る。そのまま手取川の左岸に沿って、鳥越地区を北上し、終点に至る。
吉野谷地区を通る国道157号と、手取渓谷（手取川）をはさんで並走している。また、1987年（昭和62年）4月に全線廃止された北陸鉄道金名線の釜清水駅 - 白山下駅間（現在の石川県道302号手取川自転車道線、通称手取キャニオンロード）とも並走している。

## 歴史
- 1960年（昭和35年）10月15日：路線認定。

## 接続道路
- 国道157号（国道360号重複）、石川県道302号手取川自転車道線（＝白山市木滑町・木滑交差点：起点）
- 石川県道302号手取川自転車道線（白山市河原山町、同市釜清水町）
- 国道360号（＝白山市釜清水町・釜清水交差点：終点）

## 重複区間
- 石川県道302号手取川自転車道線（白山市木滑 - 同市河原山町）

## 周辺
- 手取川
- JA白山 農機センター
- 綿ヶ滝いこいの森キャンプ場
- 手取渓谷